# Holomitriopsis
Holomitriopsis là một chi rêu trong họ Dicranaceae.